# 丹波篠山市立西紀南小学校
丹波篠山市立西紀南小学校（ささやましりつ にしきみなみしょうがっこう）は、兵庫県丹波篠山市黒田にある公立小学校。

## 沿革
- 1873年（明治6年）6月 - 黒田学校として開校。
- 1882年（明治15年） - 黒田小学校と改称。
- 1891年（明治24年） - 河内小学校と改称。
- 1955年（昭和30年）1月1日 - 西紀村発足に伴い、西紀村立西紀南小学校と改称。
- 1960年（昭和35年）1月1日 - 西紀村の町制施行に伴い、西紀町立西紀南小学校と改称。
- 1999年（平成11年）4月1日 - 多紀郡4町統合による篠山市発足に伴い、篠山市立西紀南小学校と改称。
- 2019年（令和元年）5月1日 - 篠山市が丹波篠山市に名称変更したことに伴い、丹波篠山市立西紀南小学校に改称[1]。

## 通学区域
- 篠山市
  - 黒田、川北新田、川北、口阪本、西阪本、西谷、河内台、東木之部、西木之部、川西、高屋

卒業生は基本的に丹波篠山市立西紀中学校へ進学する。

## 周辺
田園地帯。
- 共栄樹脂本社・本社工場
- 兵庫県道77号篠山山南線
- 篠山川

## アクセス
- JR西日本福知山線 丹波大山駅から北東へ1.5km
- コミバスハートラン 川北新田バス停から北西へ400m（運行日限定・本数少なし注意）

## 通学区域が隣接している学校
- 丹波篠山市立西紀小学校
- 丹波篠山市立大山小学校
- 丹波篠山市立味間小学校
- 丹波篠山市立岡野小学校